# Armigeres
Genre
Les Armigeres sont un genre de moustiques relevant de la sous-famille des Culicinae et de la tribu des Aedini. Ils regroupent 56 espèces réparties en 2 sous-genres : le sous-genre Armigeres (38 espèces) et le sous-genre Leicesteria (18 espèces).
Ces moustiques se rencontrent uniquement dans la région orientale pour le sous-genre Leicesteria et les régions orientales et australasienne pour le sous-genre Armigeres

## Liste des espèces
- Sous-genre Armigeres Theobald
  - Arm. (Armigeres) alkatirii Toma, Miyagi & Syafruddin, 1995
  - Arm. (Armigeres) apoensis Bohart & Farner, 1944
  - Arm. (Armigeres) aureolineatus (Leicester, 1908)
  - Arm. (Armigeres) azurini Basio, 1971
  - Arm. (Armigeres) baisasi Stone & Thurman, 1958
  - Arm. (Armigeres) bhayungi Thurman & Thurman, 1958
  - Arm. (Armigeres) breinli (Taylor, 1914)
  - Arm. (Armigeres) andelabrifer Brug, 1939
  - Arm. (Armigeres) confusus Edwards, 1915
  - Arm. (Armigeres) conjungens Edwards, 1914
  - Arm. (Armigeres) denbesteni Brug, 1925
  - Arm. (Armigeres) durhami (Edwards, 1917)
  - Arm. (Armigeres) ejercitoi Baisas, 1935
  - Arm. (Armigeres) fimbriatus Edwards, 1930
  - Arm. (Armigeres) foliatus Brug, 1931
  - Arm. (Armigeres) giveni Edwards, 1926
  - Arm. (Armigeres) hybridus Edwards, 1914
  - Arm. (Armigeres) joloensis (Ludlow, 1904)
  - Arm. (Armigeres) jugraensis (Leicester, 1908)
  - Arm. (Armigeres) kesseli Ramalingam, 1987
  - Arm. (Armigeres) kinabaluensis Ramalingam, 1972
  - Arm. (Armigeres) kuchingensis Edwards, 1915
  - Arm. (Armigeres) lacuum Edwards, 1922
  - Arm. (Armigeres) laoensis Toma & Miyagi, 2003
  - Arm. (Armigeres) maiae (Edwards, 1917)
  - Arm. (Armigeres) mahantai (Dibia Rajan Bhattacharyya, Anil Prakash, P.K. Mohapatra & D.K. Sarma, 2010)
  - Arm. (Armigeres) malayi (Theobald, 1901)
  - Arm. (Armigeres) manalangi Baisas, 1935
  - Arm. (Armigeres) maximus Edwards, 1922
  - Arm. (Armigeres) milnensis Lee, 1944
  - Arm. (Armigeres) moultoni Edwards, 1914
  - Arm. (Armigeres) obturbans (Walker, 1859)
  - Arm. (Armigeres) pallidabdomen Dong, Zhou & Gong, 2004
  - Arm. (Armigeres) pallithorax Dong, Zhou & Dong, 2004
  - Arm. (Armigeres) papuensis Peters, 1963
  - Arm. (Armigeres) sembeli Toma & Miyagi, 2002
  - Arm. (Armigeres) setifer Delfinado, 1966
  - Arm. (Armigeres) seticoxitus Luh & Li, 1981
  - Arm. (Armigeres) subalbatus (Coquillett, 1898)
    - sous-espèce chrysocorporis Hsieh & Liao, 1956
    - theobaldi Barraud, 1934
    - yunnanensis Dong, Zhou & Dong, 1995
- Sous-genre Leicesteria Theobald, 1904
  - Arm. (Leicesteria) annulipalpis (Theobald, 1910)
  - Arm. (Leicesteria) annulitarsis (Leicester, 1908)
  - Arm. (Leicesteria) balteatus Macdonald, 1960
  - Arm. (Leicesteria) cingulatus (Leicester, 1908)
  - Arm. (Leicesteria) dentatus Barraud, 1927
  - Arm. (Leicesteria) digitatus (Edwards, 1914)
  - Arm. (Leicesteria) dolichocephalus (Leicester, 1908)
  - Arm. (Leicesteria) flavus (Leicester, 1908)
  - Arm. (Leicesteria) inchoatus Barraud, 1927
  - Arm. (Leicesteria) lepidocoxitus Dong, Zhou & Dong, 1995
  - Arm. (Leicesteria) longipalpis (Leicester, 1904)
  - Arm. (Leicesteria) magnus (Theobald, 1908)
  - Arm. (Leicesteria) menglaensis Dong, Zhou & Dong, 2002
  - Arm. (Leicesteria) omissus (Edwards, 1914)
  - Arm. (Leicesteria) pectinatus (Edwards, 1914)
  - Arm. (Leicesteria) pendulus Edwards, 1914
  - Arm. (Leicesteria) traubi Macdonald, 1960
  - Arm. (Leicesteria) vimoli Thurman & Thurman, 1958
- Nomina dubia
  - striocrurus (Giles, 1904)
  - ventralis (Walker, 1860)